# 半金属 (自旋电子学)

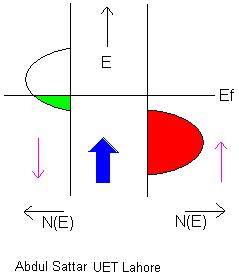
半金屬的電子結構。 是費米能階， 是向下自旋（左）和向上自旋（左）的状态密度。 在這種情況下，半金屬在minority spin channel中導電。

半金属（英語：half-metal）或详称自旋半金属，是指对于自旋为某一方向的电子表现为导体，但是对于自旋为另一方向的电子表现为半导体或绝缘体的材料。
在自旋半金属中，对于自旋为某一方向的电子，价带处于半满的状态；而对于自旋为另一方向的电子，则存在禁带。在一些半金属当中，majority spin channel 导通，而在另一些半金属当中，minority spin channel 导通。半金属在自旋电子学和自旋电子器件中有潜在应用。
所有自旋半金属都是铁磁性或亚铁磁性的，但是大多数铁磁性或亚铁磁性的材料都不是半金属。许多已知的半金属都属于氧化物、硫化物或赫斯勒合金。自旋半金属的例子包括了二氧化铬、四氧化三铁、La1-xSrxMnO3 、砷化铬等。

## 命名的问题
英语 half-metal 和 semimetal 目前都被翻译为“半金属”，但二者概念完全不同。 是本文所介绍的内容，而  则是指能带理论中，介于金属和半导体之间的材料，详见半金属 (能带理论)。此外，可能有些书籍也将类金属（metalloid）译为“半金属”。
为了不造成混淆，有学者建议把  half-metal 译为“半极性金属”（或“半极金属”），而 semimetal 译为“半电导金属”（或“半导金属”）。